# Droga wojewódzka 926
Die Droga wojewódzka 926 (DW 926) ist eine vier Kilometer lange Droga wojewódzka (Woiwodschaftsstraße) in der polnischen Woiwodschaft Schlesien, die das Zentrum von Orzesze mit der Droga krajowa 81 verbindet. Die Strecke liegt im Powiat Mikołowski.

## Streckenverlauf
Woiwodschaft Schlesien, Powiat Mikołowski
-  Orzesze (Orzesche) (DK 81, DW 925)